# Kaplica królowej Zofii na Wawelu
Kaplica Trójcy Świętej, zwana królowej Zofii oraz Seminaryjską – rzymskokatolicka kaplica kościoła św. Stanisława i św. Wacława  na Wawelu. Znajduje się przy zachodnim końcu nawy północnej, po lewej stronie wejścia do katedry.

## Historia
Obiekt powstał w latach 1431–1432 sumptem królowej Zofii Holszańskiej. Ruscy malarze pokryli wówczas ściany i sklepienie polichromią. Do kaplicy ufundowano również prebendę oraz zaopatrzono ją w paramenty liturgiczne. W 1. połowie XVI w. wzniesiono nowy ołtarz sumptem kanonika katedralnego Jakuba Wedelskiego – tzw. Ołtarz Zatorski. Kaplicę przebudowano w XVII w. na mauzoleum dla bpa Piotra Tylickiego, zachowując rusko-bizantyjskie malowidła. Do prac przystąpiono w 1613 r. Kierował nimi krakowski jezuita ks. Fryderyk Szembek. Wówczas postawiono biskupowi marmurowy pomnik nagrobny, którego niezadowolony Tylicki kazał poprawić królewskim mularzom i kamiennikom. Ponadto do kaplicy wstawiono złocone stalle i ołtarz (na lewo od wejścia) z wizerunkiem ukrzyżowanego Jezusa Chrystusa, malowanego na miedzianej blasze, ujętego w kolumny. W zwieńczeniu retabulum przedstawiono Madonnę Bolesną. Ponadto po bokach zawieszono cztery obrazy miedziane, wyobrażające Mękę Pańską. Natomiast na prawo od wejścia ustawiono ołtarz, z przedstawieniem Trójcy Świętej. Przedsięwzięcie zakończono w 1615 r., płacąc za całość 5500 złp. Tego samego roku biskup Tylicki erygował fundację dla altarysty.
W 1830 r. ustawiono pomnik hrabiego Włodzimierza Potockiego, dłuta Bertela Thorvaldsena, stworzony nakładem żony hrabiego – Tekli Potockiej z Sanguszków. W latach 1836 – 1844 obiekt gruntownie przekształcono sumptem Anny Potockiej z Tyszkiewiczów, którą kierował Franciszek Maria Lanci. W tym czasie ustawiono marmurowy nagrobek fundatorki, dłuta Adama Tadoliniego i Luigi Pampaloniego (figurka modlącej się dziewczynki) oraz popiersie matki Anny Potockiej – Konstancji Tyszkiewicz z Poniatowskich z ok. 1792 r., dłuta Dominika Cardelliego. Ostatnie zmiany dokonano w latach 1899–1904, opierając się na projekcie Sławomira Odrzywolskiego. Wtedy to kaplicę nakryto nowym sklepieniem neogotyckim (1900). Z tego okresu pochodzą także witraże, nowa polichromia autorstwa Włodzimierza Tetmajera (1902 – 1904) oraz krata.

## Architektura

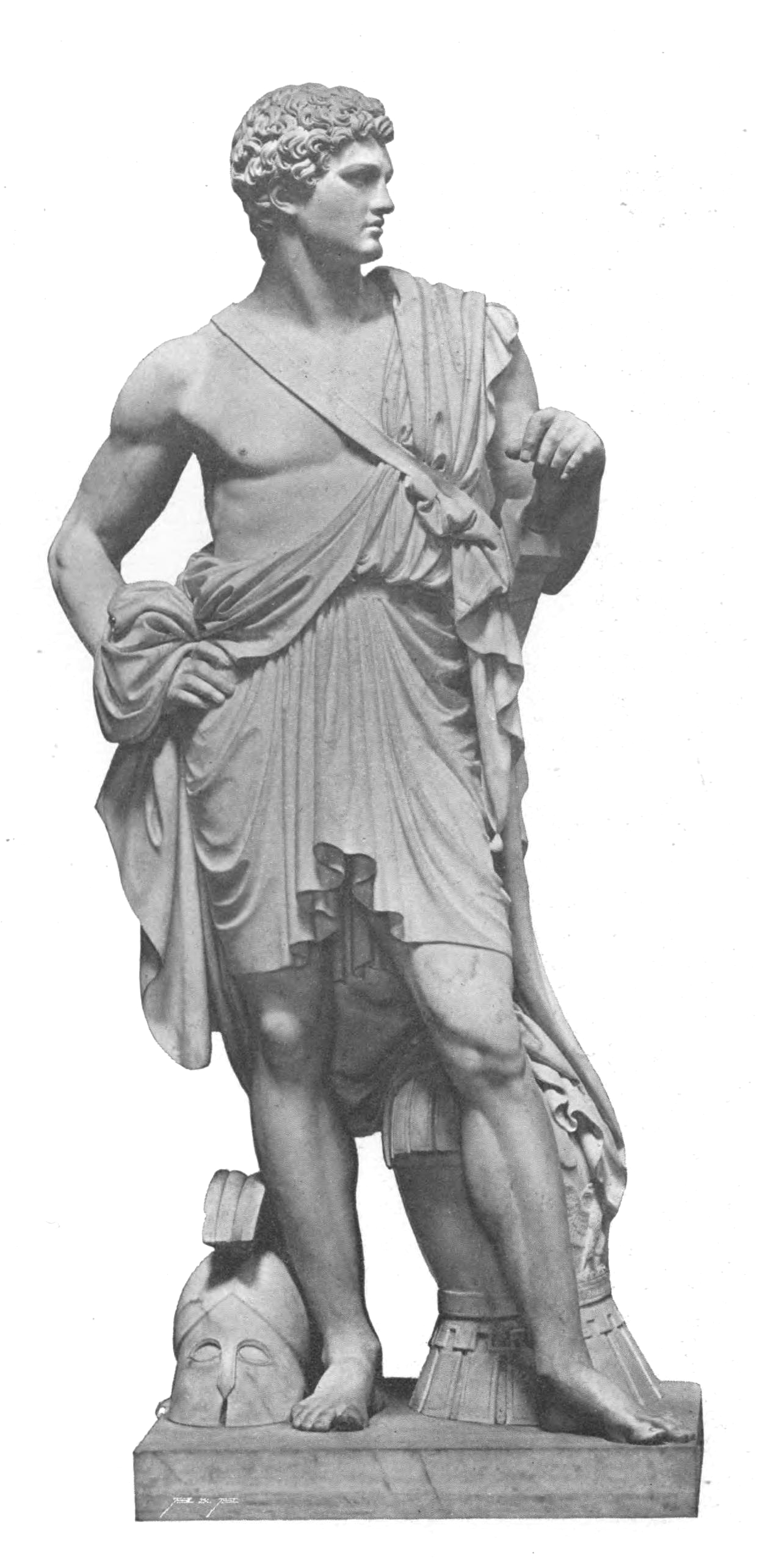
Posąg Włodzimierza Potockiego dłuta Bertela Thorvaldsena

Obiekt wybudowano w stylu gotyckim z kamiennych cegły. Bryłę kaplicy tworzy podstawa na kwadratowym rzucie. Elewacja pokryta jest kamiennym laskowaniem. Dwa naroża zdobią pinakle. Do wnętrza prowadzi neogotycka krata. Pokrywająca ściany polichromia przedstawia wizerunki Matki Boskiej Częstochowskiej, Ostrobramskiej, Berdyczowskiej i Kalwaryjskiej oraz zaślubiny królowej Zofii Holszańskiej z Władysławem Jagiełłą i tę królową jako wdowę, z synami Władysławem i Kazimierzem.
Przy ścianie wschodniej, na prawo od wejścia, umieszczono posąg Włodzimierza Potockiego, wykonany z białego marmuru kararyjskiego. Rzeźba stoi na profilowanym cokole, na którym umieszczono płaskorzeźbę Geniusza Śmierci (z przodu) oraz napis: Włodzimierz Potocki urodzony w Tulczynie dnia 10 Lutego 1789 zmarły w Krakowie dnia 8 Kwietnia 1812 ROKU (po prawej). Sam Potocki ukazany jest w stroju greckiego hoplity. Przy nim znajduje się zbroja i hełm żołnierski. Ścianie północnej zajmuje natomiast płyta nagrobna biskupa Tylickiego w obramieniu z 1900 r. Ukazuje ona modlącego się zmarłego przed ukrzyżowanym Jezusem Chrystusem. Pod nią płyta grobowa królowej Zofii. Przy ścianie zachodniej umiejscowiono nagrobek Anny z Tyszkiewiczów z białego marmuru. Zmarłą wyobraża klasycystyczna płaskorzeźba z przodu nagrobka, ujęta w neogotycką ramę. Powyżej wizerunku fundatorki, na środku znajduje się kartusz z herbami Łabędź i Leliwa. Nad kartuszem profilowany postument z klęczącą figurką modlącej się dziewczynki. Ołtarz przy ścianie południowej składa się z mensy z białego marmuru. Pośrodku kartusz z herbami Łabędź i Leliwa, flankowany dwoma pilastrami toskańskimi. Na mensie spoczywa rzeźba Matki Boskiej. Obok popiersie Konstancji Tyszkiewiczowej.

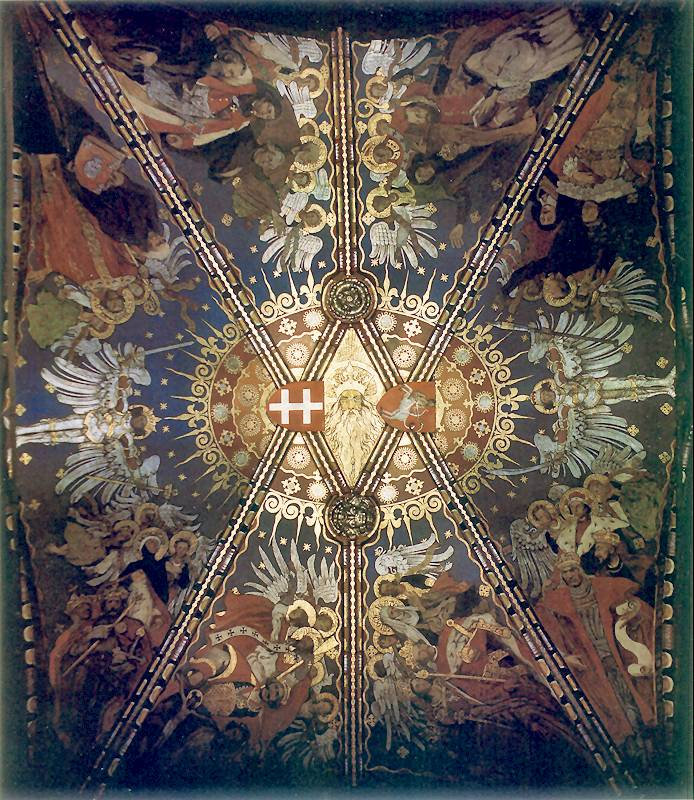
Polichromia sklepienia pędzla Włodzimierza Tetmajera

Na sklepieniu polichromia ukazuje m.in. św. Kingę z Bolesławem Wstydliwym, św. Jadwigę Śląską, z Przemysławem II i Władysławem I Łokietkiem, św. Wojciecha z Mieszkiem I, Bolesławem I Chrobrym i Dobrawą Przemyślidką, św. Jadwigę Andegaweńską, Władysława II Jagiełłę, Zygmunta I Starego, Zygmunta II Augusta, Stefana Batorego, Władysława IV Wazę, Jana II Kazimierza Wazę, Jana III Sobieskiego, Mikołaja Kopernika, Jana Kochanowskiego, Tadeusza Kościuszkę, Adama Mickiewicza i innych.
W kaplicy pochowana została królowa Zofia Holszańska.